# Cedergrondbekerzwam
De cedergrondbekerzwam (Geopora sumneriana) is een schimmel uit de familie Pyronemataceae. Deze grote bekerzwam komt voor op humusarme grond op deels verteerde naalden onder cederbomen, vooral Libanon- en Atlasceders en soms ook onder taxus. In het vroege voorjaar is de hij daar te vinden. Lang werd aangenomen dat het saprofyten waren omdat ze meestal worden gevonden in de laag afgevallen naalden. Onderzoek heeft echter aangetoond dat veel bekerzwammen een mycorrhiza-relatie onderhouden met hun gastheer, waarschijnlijk geldt dit ook voor de cedergrondbekerzwam.

## Kenmerken
De schimmel vormt onder de grond een ronde bruine, ruw behaarde structuur. Dit vruchtlichaam blijft het grootste deel van het jaar onder de grond, maar komt in de lente aan de oppervlakte en barst dan open en vormt een crèmekleurige beker (apothecium) met een diameter van maximaal 7 cm en een hoogte van maximaal 5 cm. De soort komt in kleine of soms zeer grote groepen voor.

## Verspreiding
Libanon- en Atlasceders zijn vanaf de tweede helft van de 18de eeuw ingevoerd als decoratief onderdeel voor de landschapstuinen die in Engeland in de mode kwamen. Toen dit soort tuinen ook in continentaal Europa werden aangelegd zijn ze ook daar aangeplant. Sinds 1870 worden onder deze 'exoten' cedergrondbekerzwammen gevonden.
In Nederland stond de cedergrondbekerzwam in 1995 nog als zeldzaam te boek, maar enkele decennia later als vrij algemeen, mogelijk is dat ook een waarnemerseffect.